# Leevi Madetoja
Leevi Antti Madetoja (ur. 17 lutego 1887 w Oulu, zm. 6 października 1947 w Helsinkach) – fiński kompozytor.

## Życiorys
W latach 1906–1910 studiował w Helsinkach na tamtejszym uniwersytecie oraz w Instytucie muzycznym u Armasa Järnefelta i Erika Furuhjelma, a od 1908 roku także u Jeana Sibeliusa. Od 1910 do 1911 roku przebywał w Paryżu, kontynuując studia u Vincenta d’Indy’ego, a następnie u Roberta Fuchsa w Wiedniu i Berlinie. W latach 1912–1914 asystent dyrygenta orkiestry filharmonicznej w Helsinkach, 1914–1916 dyrygował orkiestrą w Wyborgu.
Pisał jako krytyk muzyczny do czasopisma Uusi Suometar (1913–1914) i dziennika Helsingin Sanomat (1916–1932). Wykładowca Instytutu Muzycznego w Helsinkach (1916–1939) i Uniwersytetu Helsińskiego (1926–1947). Inicjator powołania w 1917 roku związku kompozytorów fińskich, którego w latach 1933–1936 był prezesem. Był przedstawicielem szkoły narodowej w muzyce fińskiej, kontynuując linię wytyczoną przez Jeana Sibeliusa.

## Ważniejsze kompozycje
(na podstawie materiałów źródłowych)

### Utwory orkiestrowe
- 3 symfonie (I 1916, II 1918, III 1926)
- Suita symfoniczna (1910)
- Tanssinäky (1911)
- poemat symfoniczny Kullervo (1913)
- 3 uwertury (Uwertura koncertowa 1911, Uwertura komiczna 1923, Uwertura-fantazja na orkiestrę dętą 1930)

### Utwory kameralne
- Trio fortepianowe (1909)
- Suita liryczna na wiolonczelę i fortepian (1922)
- Dawne tańce ludowe (1929)
- 3 utwory na septet dęty (ok. 1920)
- Kuoleman puutarha na fortepian (1921)

### Utwory wokalne
- cykl pieśni Syksy do słów L. Onervy (1930)
- kantata Merikoski (1911)
- kantata Elämän päivät (1920)
- kantata Planeettain laulu (1927)
- kantata Pako Egyptiin (1924)
- kantata Lux triumphans (1928)
- kantata Väinämöisen soitto (1935)

### Opery
- Pohjalaisia (wyst. Helsinki 1924)
- Juha (wyst. Helsinki 1935)
- balet-pantomima Okon Fuoko (wyst. Helsinki 1930)